# Championnats d'Australie de cyclo-cross
Les championnats d'Australie de cyclo-cross sont des compétitions de cyclo-cross organisées annuellement afin de décerner les titres de champion d'Australie de cyclo-cross, dans les catégories Hommes Élites, Espoirs, Juniors et Femmes.
Les éditions 2020 et 2021 sont annulées en raison de la pandémie de Covid-19.

## Palmarès masculin

### Élites
| Année     | Vainqueur          | Deuxième            | Troisième          |         |
| --------- | ------------------ | ------------------- | ------------------ | ------- |
| 2013      | Allan Iacuone      | Adrian Jackson      | Nick Both          |         |
| 2014      | Chris Jongewaard   | Allan Iacuone       | Paul Redenbach     |         |
| 2015      | Paul van der Ploeg | Chris Jongewaard    | Garry Millburn     |         |
| 2016      | Chris Jongewaard   | Garry Millburn      | Christopher Aitken |         |
| 2017      | Chris Jongewaard   | Garry Millburn      | Christopher Aitken |         |
| 2018      | Chris Jongewaard   | Christopher Aitken  | Garry Millburn     |         |
| 2019      | Chris Jongewaard   | Christopher Aitken  | Garry Millburn     |         |
| 2020-2021 | Annulée            | Annulée             | Annulée            | Annulée |
| 2022      | Tom Chapman        | Cameron Wright      | Christopher Aitken |         |
| 2023      | Christopher Aitken | Nicholas Smith      | Garry Millburn     |         |
| 2024      | Max Hobson         | Nicholas Smith      | Tasman Nankervis   |         |
| 2025      | Tristan Nash       | Harrison Bebbington | Nicholas Smith     |         |

### Espoirs
| Année     | Vainqueur          | Deuxième          | Troisième      |         |
| --------- | ------------------ | ----------------- | -------------- | ------- |
| 2013      | Cameron Ivory      | Alexander Meyland | Kyle Franson   |         |
| 2014      | Tom Chapman        | Scott Bowden      | Ben Bradley    |         |
| 2015      | Christopher Aitken | Tom Chapman       | Jack Hogan     |         |
| 2016      | Tom Chapman        | Ben Walkerden     | Nicholas Smith |         |
| 2017      | Jayden Ward        | Adam Blazevic     | Jack Hogan     |         |
| 2018      | Ben Walkerden      | Nicholas Smith    | Griffin Knight |         |
| 2019      | Ben Walkerden      | William Ockenden  | Declan Prosser |         |
| 2020-2021 | Annulée            | Annulée           | Annulée        | Annulée |
| 2022      | Declan Trezise     | Tristan Nash      | Brayden Martin |         |
| 2023      | Tristan Nash       | Max Hobson        | Finn Kane      |         |
| 2024      | Sam Northey        | Ty Whitford       | Finn Kane      |         |
| 2025      | Campbell McConnell | Sam Harberts      | Toby Price     |         |

### Juniors
| Année     | Vainqueur          | Deuxième           | Troisième            |         |
| --------- | ------------------ | ------------------ | -------------------- | ------- |
| 2013      | Chris Hamilton     | Tom Chapman        | Liam Jeffries        |         |
| 2014      | Liam Jeffried      | Michael Potter     | Nicholas Smith       |         |
| 2015      | Ben Walkerden      | Noah Barrow        | Kian Lerch-Mackinnon |         |
| 2016      | Adam Blazevic      | Griffin Knight     | Jasper Albrecht      |         |
| 2017      | Zach Larsson       | Anakin Williams    | Sam Walsh            |         |
| 2018      | Piper Albrecht     | Zach Larsson       | Alexander Matthews   |         |
| 2019      | Dominic Paolilli   | Henry Rawling      | Erik Vetisch         |         |
| 2020-2021 | Annulée            | Annulée            | Annulée              | Annulée |
| 2022      | Levi Dougherty     | Wil Holmes         | Sam Northey          |         |
| 2023      | Sam Northey        | Campbell McConnell | Ty Whitford          |         |
| 2024      | Campbell McConnell | Samuel Harberts    | Hayden Vimpani       |         |
| 2025      | Oliver Grande      | [[]]               | [[]]                 |         |

## Palmarès féminin

### Élites
| Année     | Vainqueur         | Deuxième          | Troisième        |         |
| --------- | ----------------- | ----------------- | ---------------- | ------- |
| 2013      | Lisa Jacobs       | Rowena Fry        | Melissa Anset    |         |
| 2014      | Lisa Jacobs       | Therese Rhodes    | April McDonought |         |
| 2015      | Lisa Jacobs       | Melissa Anset     | Therese Rhodes   |         |
| 2016      | Rebecca Locke     | Peta Mullens      | April McDonough  |         |
| 2017      | Peta Mullens      | Natalie Redmond   | Naomi Williams   |         |
| 2018      | April McDonough   | Naomi Williams    | Stacey Riedel    |         |
| 2019      | Peta Mullens      | Rebecca Locke     | April McDonough  |         |
| 2020-2021 | Annulée           | Annulée           | Annulée          | Annulée |
| 2022      | Rebecca Locke     | Matilda Field     | Peta Mullens     |         |
| 2023      | Katherine Hosking | Miranda Griffiths | Peta Mullens     |         |
| 2024      | Izzy Flint        | Miranda Griffiths | Rebecca Locke    |         |
| 2025      | Peta Mullens      | Zoe Davison       | Fiona Morris     |         |

### Moins de 23 ans
| Année     | Vainqueur         | Deuxième      | Troisième             |         |
| --------- | ----------------- | ------------- | --------------------- | ------- |
| 2016      | Stacey Riedel     | Erin Mitchell | Tessa Manning         |         |
| 2017      | Erin Mitchell     | Tessa Manning | Olivia Nendick        |         |
| 2018      | Teagan Atherstone | Tessa Manning | Maddison Dillon       |         |
| 2020-2021 | Annulée           | Annulée       | Annulée               | Annulée |
| 2022      | Talia Simpson     | Zoe Davison   | Alanna van de Hoef    |         |
| 2023      | Sophie Sutton     | Ruby Dobson   | Zoe Davison           |         |
| 2024      | Zoe Davison       | Anook Simpson | Alanna Van de Hoef    |         |
| 2025      | Ruby Taylor       | Sophie Sutton | Madeleine Wasserbaech |         |

### Juniors
| Année | Vainqueur             | Deuxième          | Troisième             |
| ----- | --------------------- | ----------------- | --------------------- |
| 2022  | Ruby Dobson           | Liliya Tatarinoff | Kaja Tierney          |
| 2023  | Ruby Taylor           | Alexandra Larsson | Madeleine Wasserbaech |
| 2024  | Madeleine Wasserbaech | Amelie Burrell    | Alicia Reynolds       |
| 2025  | Alana Fletcher        | [[]]              | [[]]                  |